# 釧路市立美術館
釧路市立美術館（くしろしりつびじゅつかん）は北海道釧路市幣舞町にある市立美術館である。

## 概要
1992年（平成4年）11月にオープンした複合文化施設釧路市生涯学習センター（まなぼっと幣舞）の3階に「アートギャラリー」の施設名で同時に開館し、2000年（平成12年）4月、現在の名称に改められた。大小2つの展示室で常設展、特別展を主催するほか、釧路市ゆかり作家・作品を収集･研究や美術講習会開催などの美術文化振興活動を行う。

## 利用情報
- 開館時間 - 10時 - 17時（夜間開館の場合、20時まで）。
- 休館日 - 月曜日、12/30 - 1/5、館内整理日。

## 交通アクセス
- JR釧路駅から徒歩で約20分。
- JR釧路駅からくしろバスで約5分の「釧路三慈会病院」バス停下車、徒歩で約1分。
- 釧路空港からバスで約45分、MOOバスターミナル下車、徒歩で約5分。

## 周辺
- 北海道立釧路芸術館 - 徒歩で10分程の距離にある美術館。同じく釧路市中心部に立地。
- 市立釧路図書館
- 幣舞橋
- 幣舞公園
- 港文館
- 釧路フィッシャーマンズワーフMOO